# New Witten
Pour les articles homonymes, voir Witten (homonymie).
New Witten est une municipalité américaine située dans le comté de Tripp, dans l'État du Dakota du Sud. Selon le recensement de 2010, elle compte 79 habitants. La municipalité s'étend sur 0,28 milles carrés (0,73 km2).
Selon un ouvrage du Federal Writers' Project de 1940, la localité de Witten, située dans le même comté, doit son nom à un fonctionnaire qui devait répartir les nouvelles terres ouvertes aux colons.

## Démographie
| 1940 | 1950 | 1960 | 1970 | 1980 | 1990 |
| ---- | ---- | ---- | ---- | ---- | ---- |
| 211  | 198  | 146  | 102  | 134  | 87   |

| 2000 | 2010 | - | - | - | - |
| ---- | ---- | - | - | - | - |
| 51   | 79   | - | - | - | - |